# Unison
Білорусько-британське спільне підприємство ЗАТ "ЮНІСОН" — це сучасне автоскладальне підприємство, перший білоруський виробник легкових автомобілів, мікроавтобусів та спеціалізованого автомобільного транспорту. Підприємство розташоване в Мінському районі в селі Обчак в 10 км від Мінська і є резидентом вільної економічної зони «Мінськ».

## Історія
Підприємство було засноване в 1996 році як білорусько-британське спільне підприємство Ford Union. Підприємство було утворено на колишньому промисловому майданчику Мінського тракторного заводу спеціальним рішенням кабінету міністрів РБ в березні 1996 року.
15 липня 1997 був прийнятий Закон Республіки Білорусь «Про надання закритому акціонерному товариству" Форд-Юніон »податкових і митних пільг».
Завод «Форд Юніон» в селі Обчак під Мінськом був урочисто відкритий 30 липня 1997 року.
13 жовтня 1997 президент Республіки Білорусь підписує декрет N19 "Про визнання таким, що втратив чинність, Закону Республіки Білорусь від 15 липня 1997" Про надання закритому акціонерному товариству "Форд-Юніон» податкових і митних пільг ».
При таких обсягах випуску зберігати далі виробництво в Білорусі стало невигідно, і завод вирішили закрити. 12 травня 2000 року виробництво автомобілів було припинено. 4 серпня 2000 Ford Motor Company офіційно заявила про завершення переговорів і рішення продати контрольний пакет акцій спільного підприємства Ford Union (Білорусь) англійської компанії-виробника виробів з пластмаси «J & W Sanderson, Ltd».
В 2000 році підприємство Ford Union перетворено в СП ЗАТ «Юнісон».
За свою історію підприємство реалізувало кілька проектів з виробництва автомобілів, таких як Ford, Lublin, Samand, Zotye, Peugeot.
Другим напрямком роботи заводу є переобладнання серійних шасі автомобілів під маршрутні таксі, автомобілі швидкої медичної допомоги, автомобілі для перевезення людей з обмеженими можливостями, вантажопасажирські автомобілі.

## Моделі
- Ford Escort Express (1997-2000)
- Ford Escort (1997-2000)
- Ford Transit (1997-2000)
- FSC Lublin
- IKCO Samand
- Zotye Z300
- Peugeot 301
- Peugeot 3008

## Галерея автомобілів

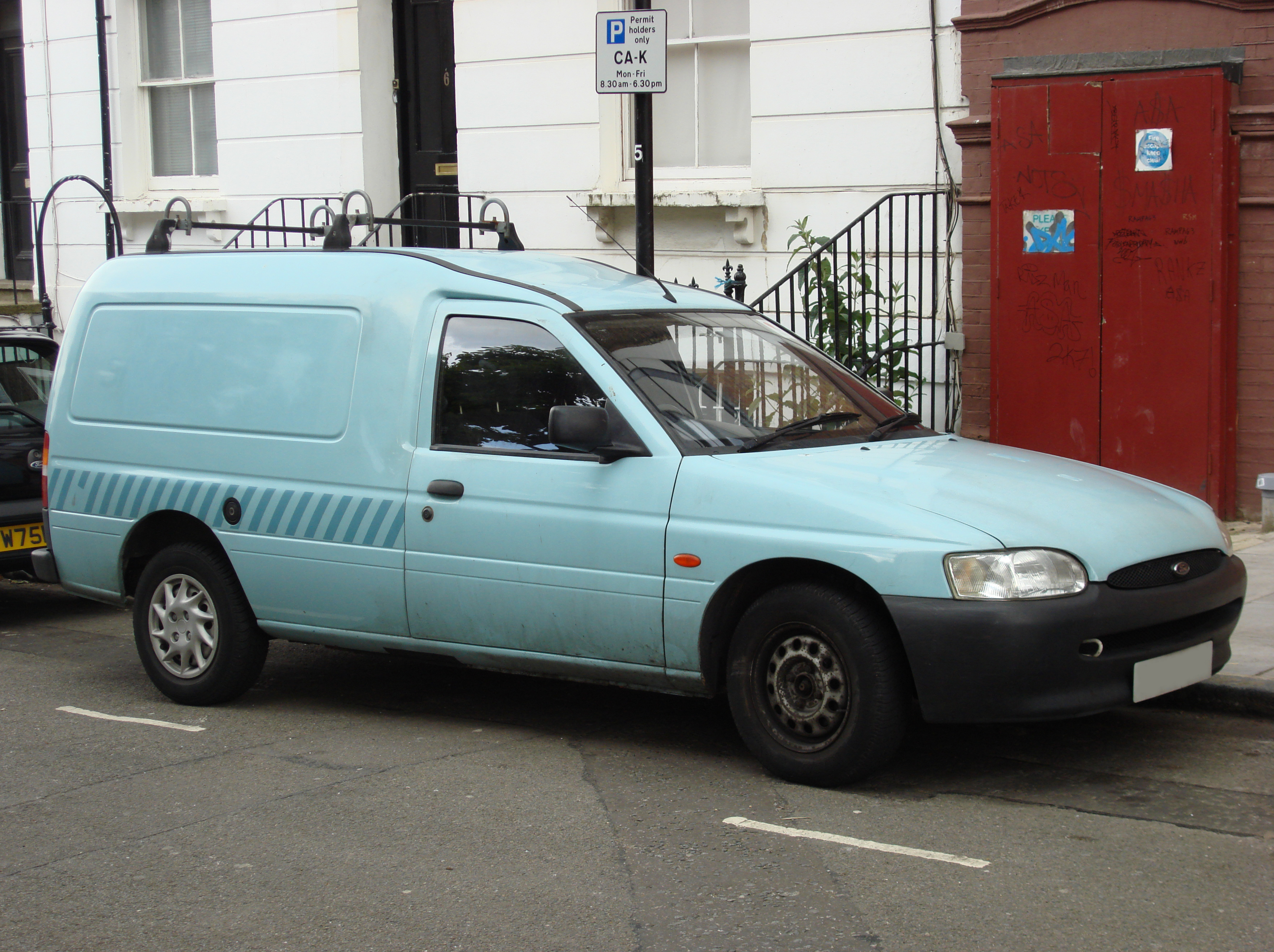
Ford Escort Express
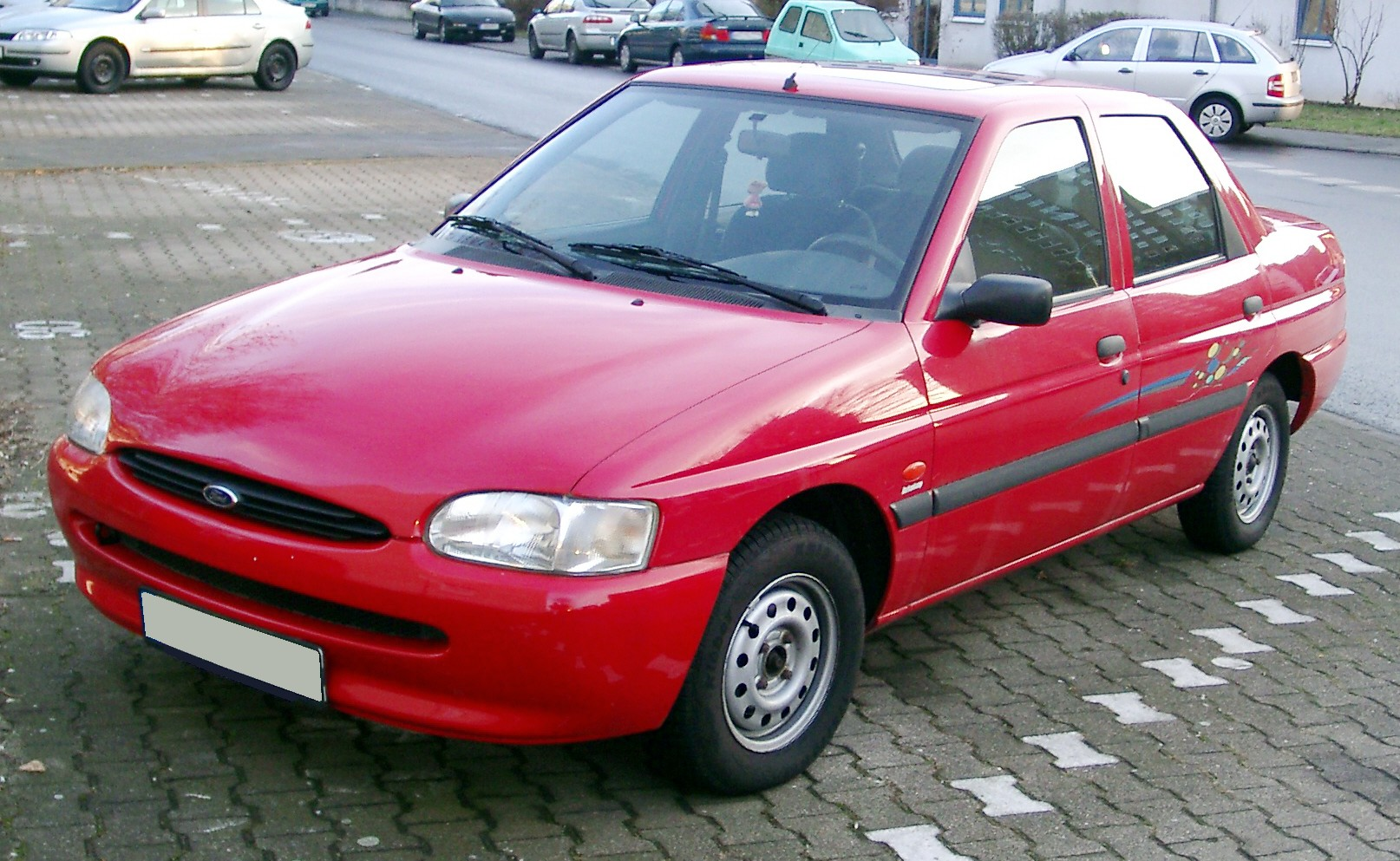
Ford Escort
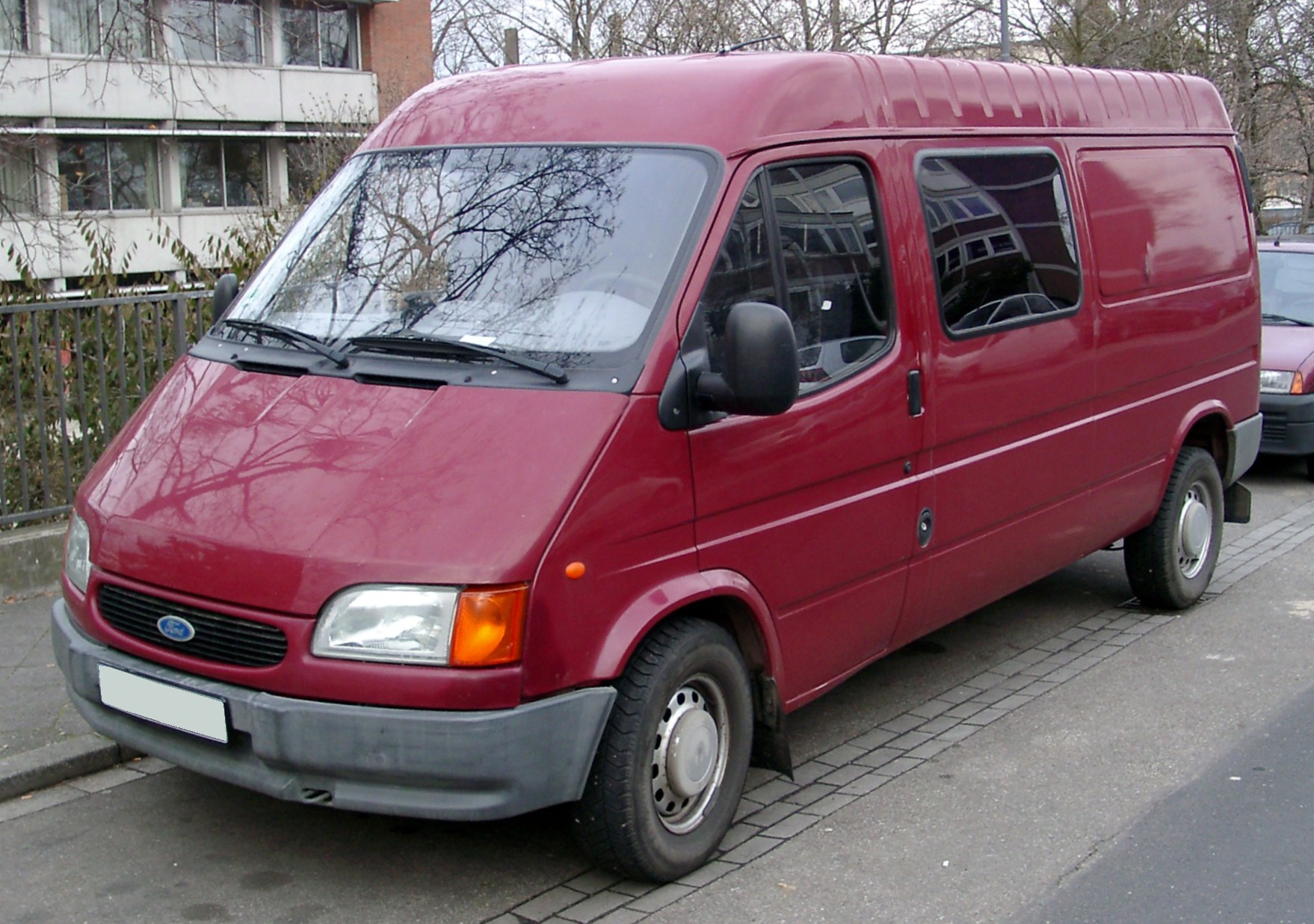
Ford Transit
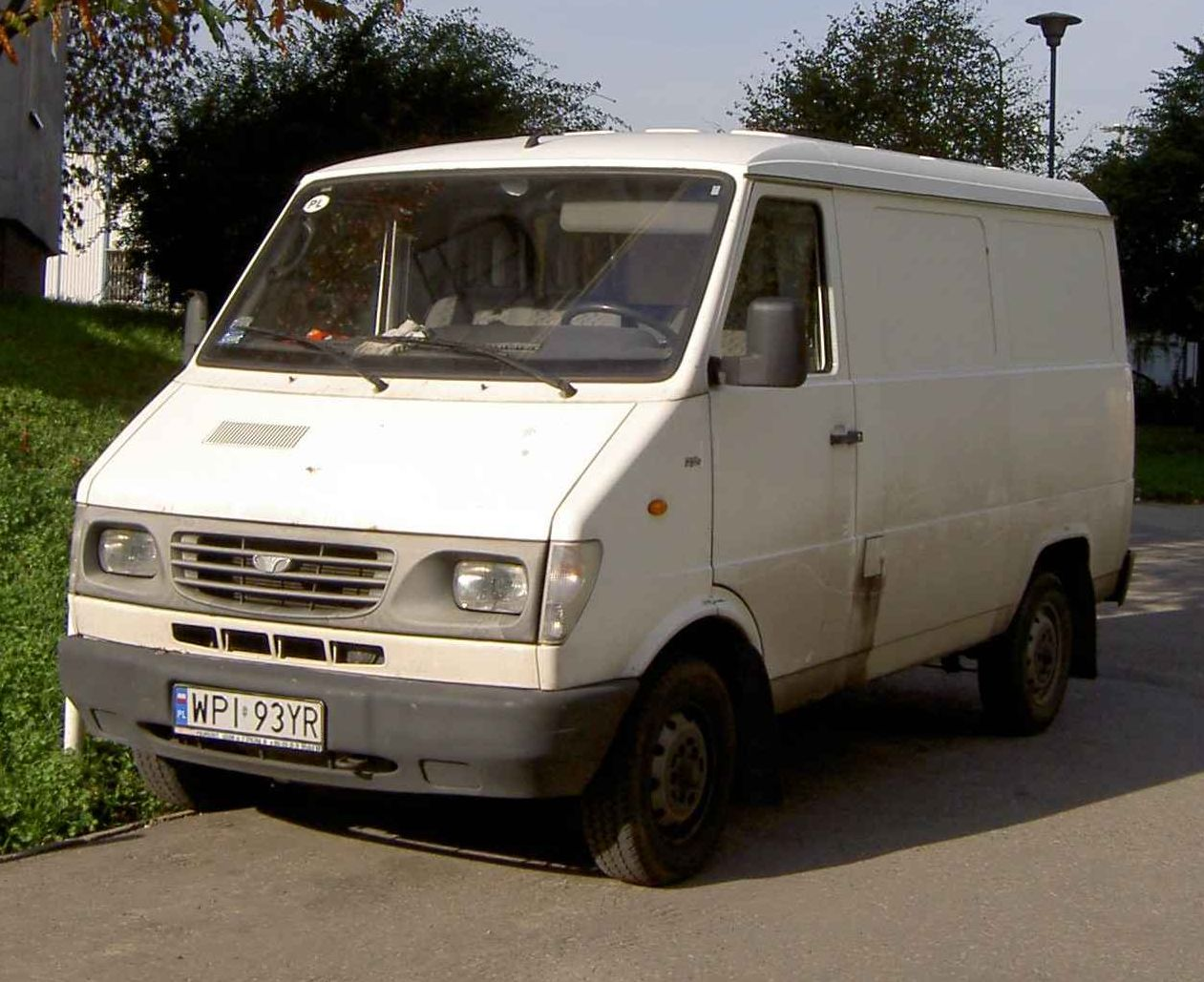
FSC Lublin
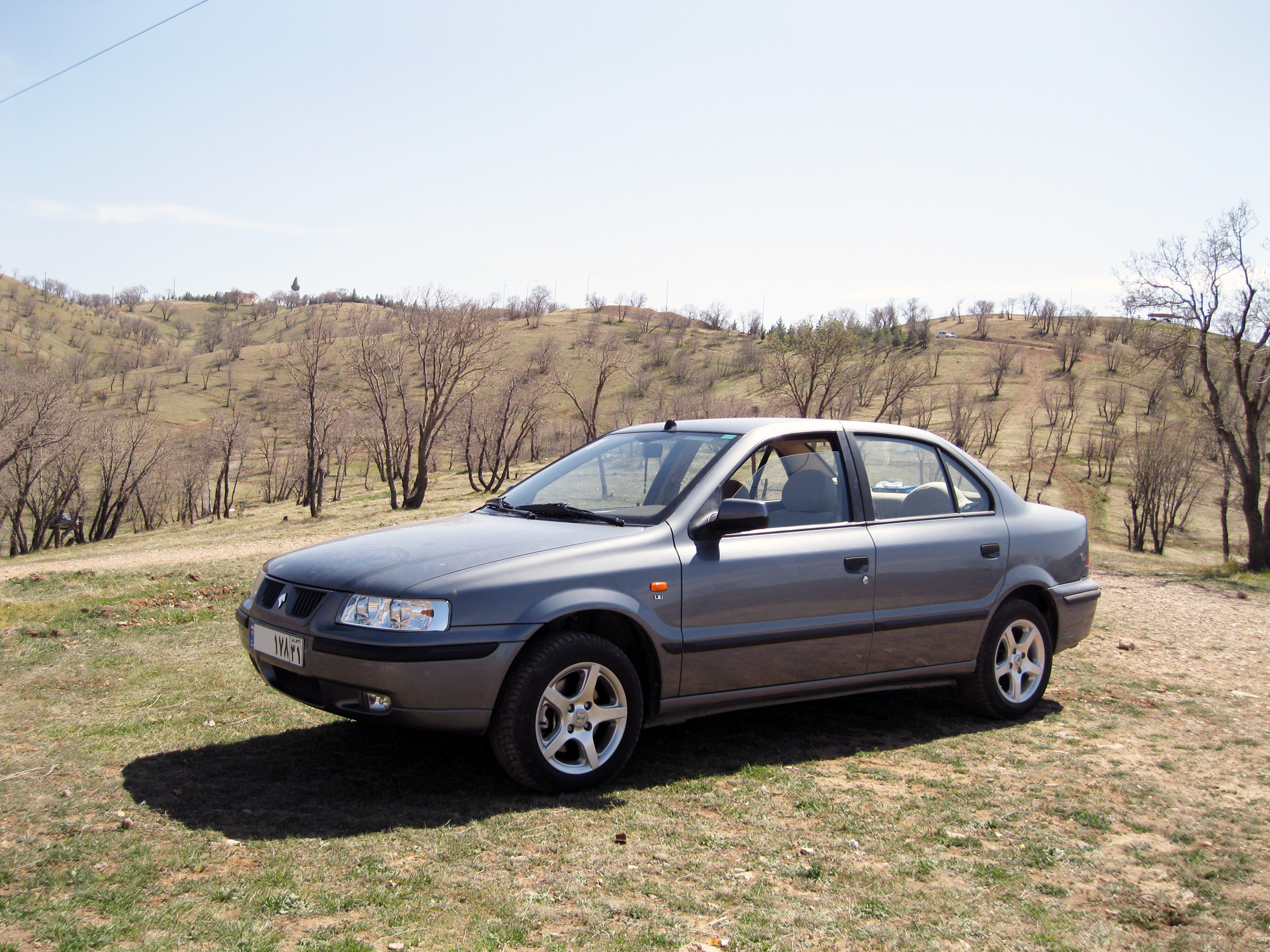
IKCO Samand
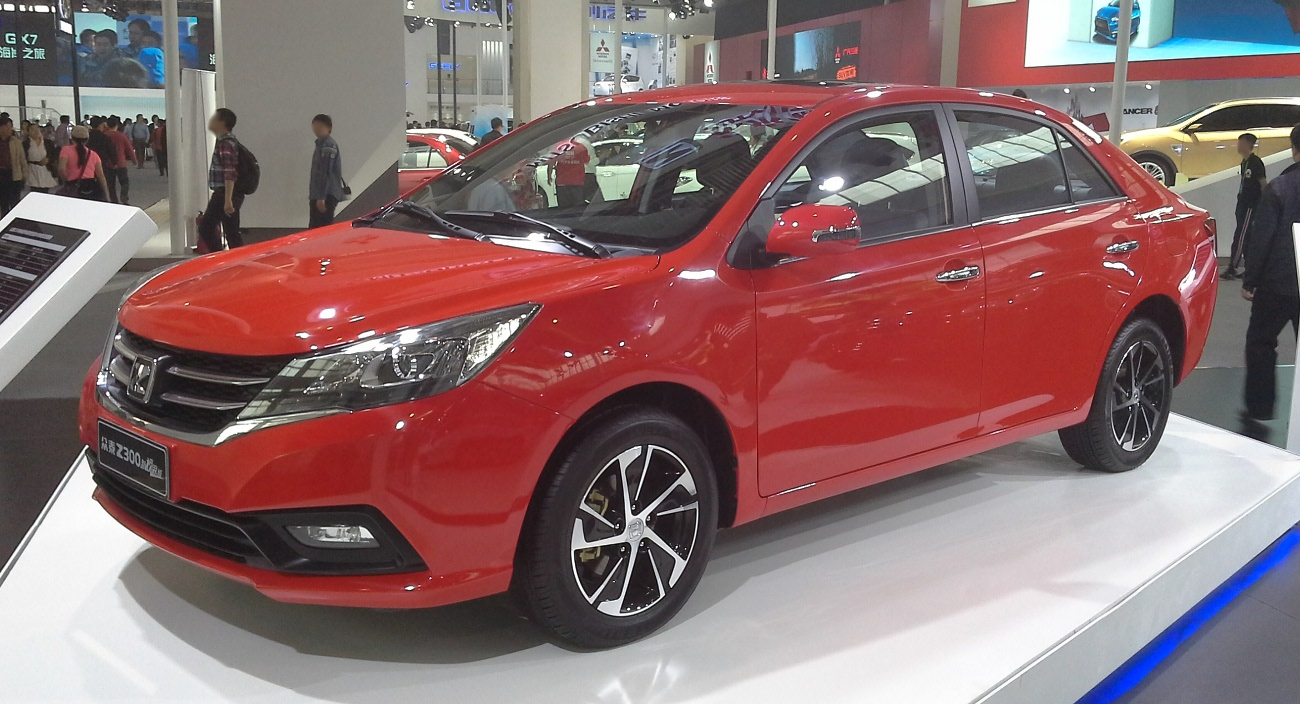
Zotye Z300
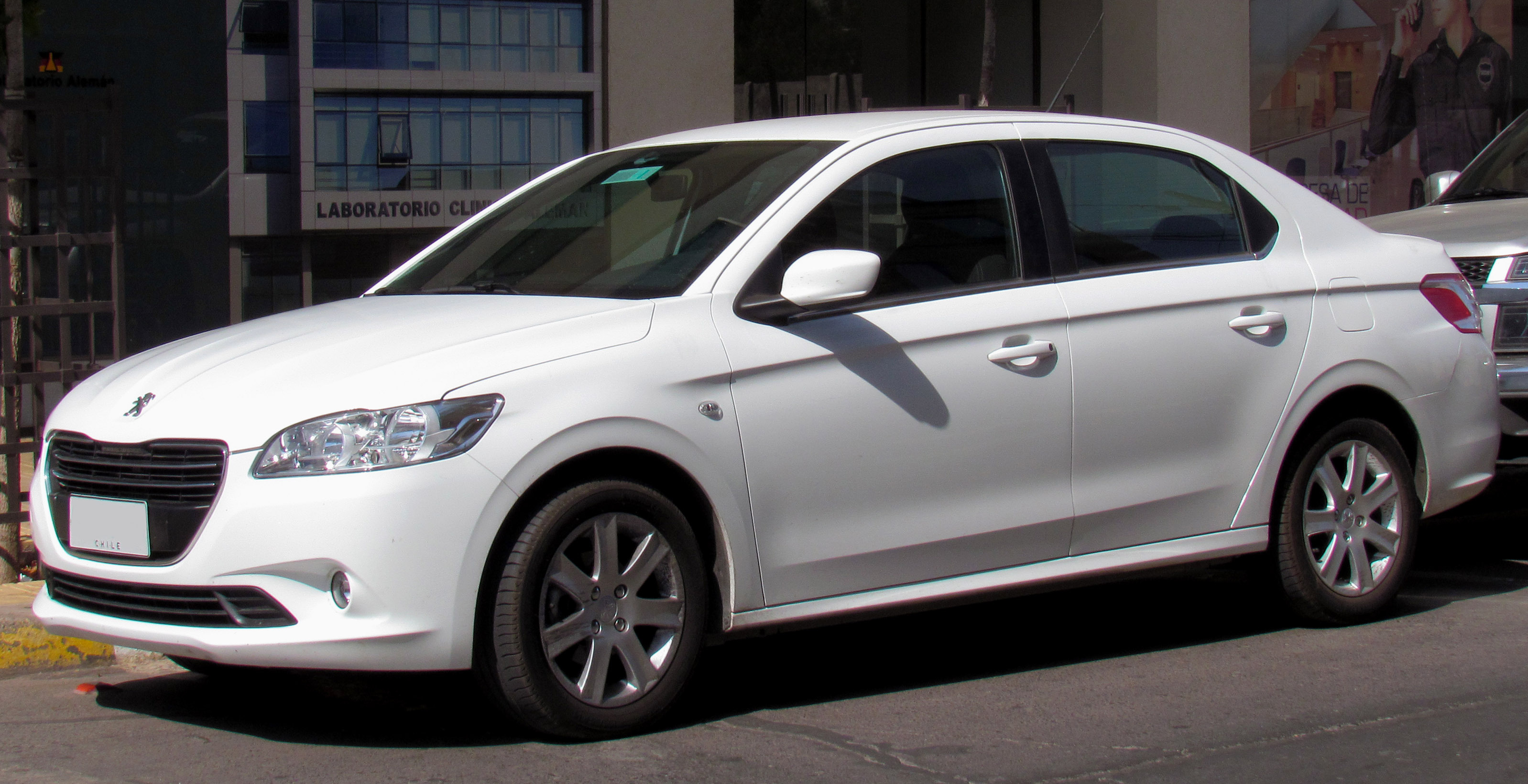
Peugeot 301
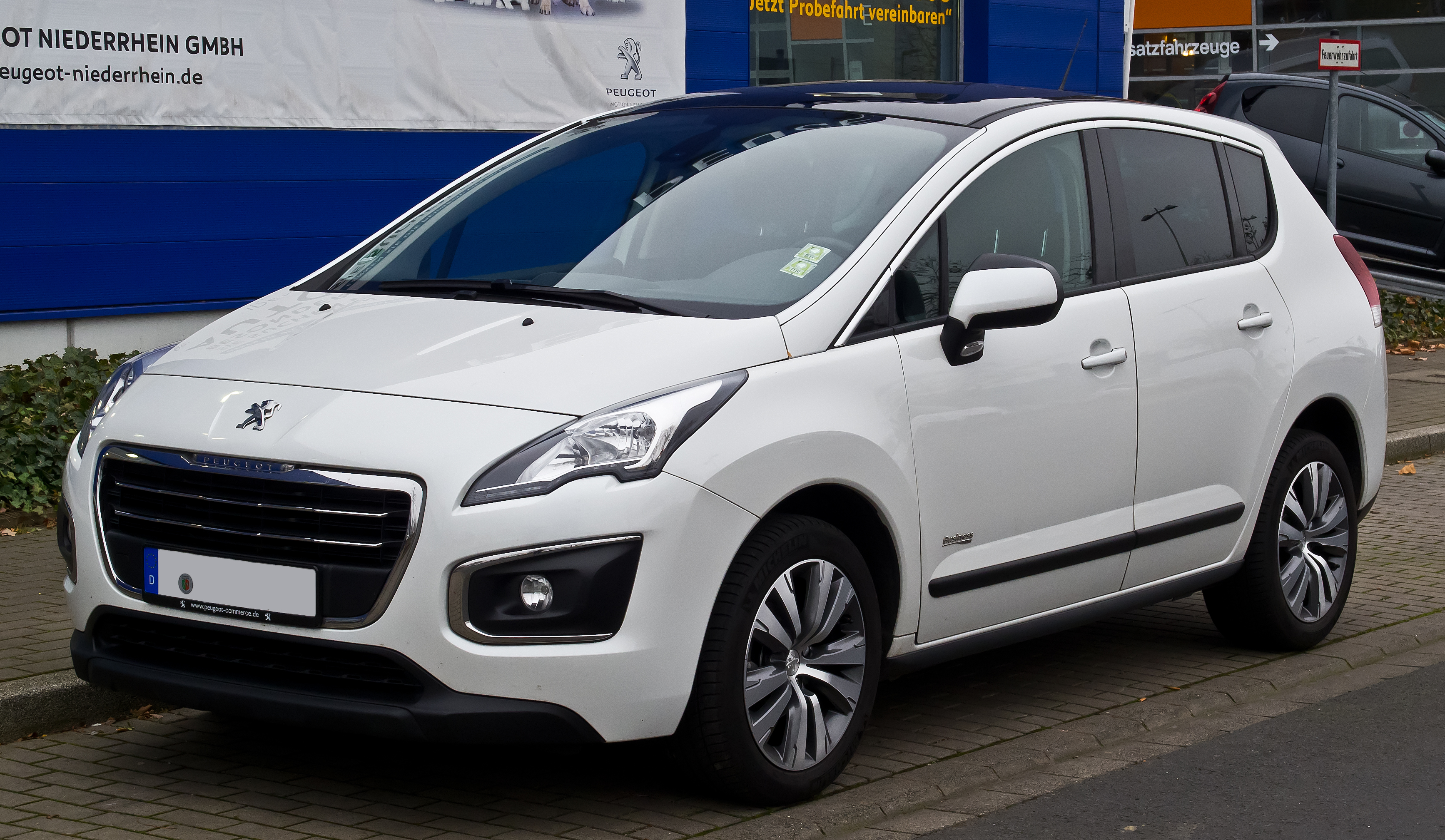
Peugeot 3008